# Rue Henri-Tasso
 (signalé en mai 2025).
Si vous disposez d'ouvrages ou d'articles de référence ou si vous connaissez des sites web de qualité traitant du thème abordé ici, merci de compléter l'article en donnant les références utiles à sa vérifiabilité et en les liant à la section « Notes et références ».
- Archive Wikiwix
- Bing
- Cairn
- DuckDuckGo
- E. Universalis
- Gallica
- Google
- G. Books
- G. News
- G. Scholar
- Persée
- Qwant
- (zh) Baidu
- (ru) Yandex
- (wd) trouver des œuvres sur Wikidata

La rue Henri-Tasso est une voie située dans le 2e arrondissement de la ville de Marseille

## Situation et accès
Située dans le quartier Hôtel-de-ville, elle part du quai du Port et monte jusqu'à la rue Caisserie au niveau de la place de Lenche. Elle croise la rue de la Loge et l'avenue de Saint-Jean. Elle a la particularité d'alterner deux tronçons ouverts à la circulation et deux tronçons en escaliers.

## Origine du nom
Cette rue doit son nom à Henri Tasso (1882-1944), industriel et homme politique marseillais, maire de Marseille de mai 1935 à mars 1939, ministre de la Marine marchande dans les gouvernements du Front populaire.

## Historique
Cette rue est une création du plan proposé par André Leconte en 1948 dans le cadre du projet de reconstruction du Vieux-Port à la suite des destructions par l'occupant allemand en 1943. La volonté était de créer une perspective sur la basilique Notre-Dame-de-la-Garde depuis la place de Lenche. Elle constitue un axe structurant pour l'ensemble du projet de reconstruction, séparant le secteur central (immeubles de Fernand Pouillon en front de quai, tours en U de Gaston Castel) et un secteur Ouest de caractère différent (derniers immeubles sur le quai, ensemble La Tourette...).

## Bâtiments remarquables et lieux de mémoire

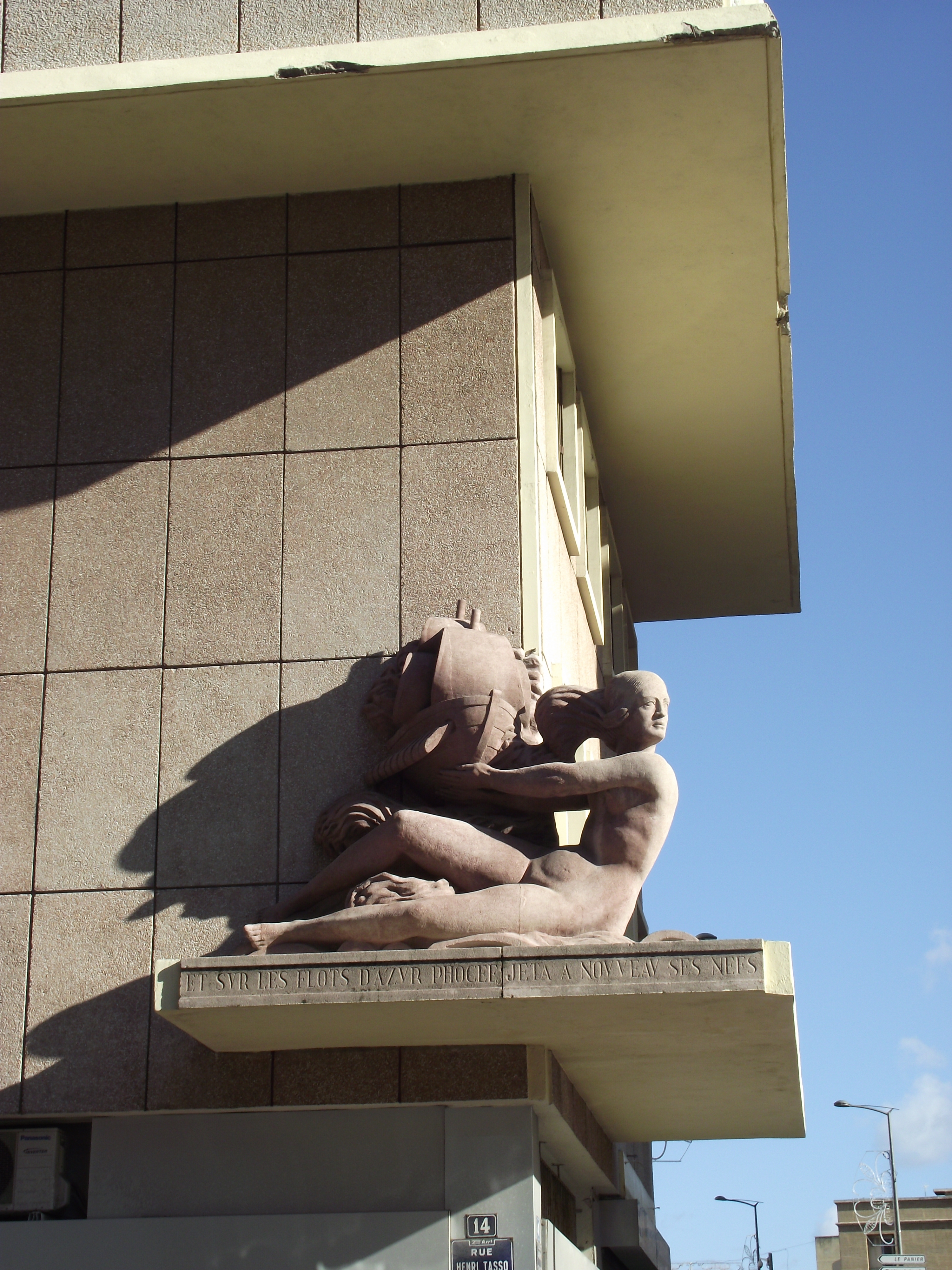
Sculpture sur l'immeuble de J. Crozet, angle rue Henri-Tasso - avenue de Saint-Jean.

- La rue offre sur tout son parcours une perspective sur le bassin du Vieux-Port et sur la basilique Notre-Dame-de-la-Garde.
- Le haut de la rue est bordé de part et d'autre par des immeubles de l'architecte Jean Crozet (1909-1986), avec des façades en encorbellement recouvertes de dalles roses en gravillons lavés et divers éléments de décoration.